# Hellsing (anime)
Hellsing (ヘルシング, Herushingu) is een Japanse animeserie gebaseerd op Kouta Hirano's gelijknamige mangaserie. De serie werd geregisseerd door Umanosuke Iida, en geproduceerd door de animatiestudio Gonzo.
De serie liep in totaal 1 seizoen van 13 afleveringen.
Tevens is er nog een andere serie gemaakt van Hellsing genaamd Hellsing Ultimate, deze is echter volledig gebaseerd op de manga en wijkt hierdoor dus ook aanzienlijk af van de oorspronkelijke serie.

## Verhaal
De serie speelt zich af in een wereld waarin buiten het weten van de mensheid om een oorlog plaatsvindt tussen een geheime organisatie genaamd Hellsing, en een groep ondode wezens. Het sterkste lid van de organisatie is een eeuwenoude vampier genaamd Alucard (Dracula). Ondanks de overwinningen van Alucard en Hellsing blijven de ondoden komen.
Al vroeg in de serie maakt Alucard een vrouwelijke politieagent op haar aandringen tot vampier. In de rest van de serie wordt ze Alucards dienaar en moet ze om leren gaan met zowel het verlies van haar menselijkheid als met haar nieuwe krachten en verantwoordelijkheden.

## Achtergrond
De serie volgt duidelijk een andere verhaallijn dan de manga. Dit omdat van de manga alleen de eerste twee delen nog maar waren verschenen toen de serie werd gemaakt. De serie hanteert een minder gewelddadige ondertoon en thema’s.

## Cast
| Personage                     | Japanse stemacteur | Engelse stemacteur           |
| ----------------------------- | ------------------ | ---------------------------- |
| Alucard                       | George Nakata      | Crispin Freeman              |
| Seras Victoria                | Fumiko Orikasa     | K. T. Gray                   |
| Sir Integra Wingates Hellsing | Yoshiko Sakakibara | Victoria Harwood             |
| Paladin Alexander Anderson    | Nachi Nozawa       | Steven Brand                 |
| Incognito                     | Takumi Yamazaki    | Isaac Charles Singleton, Jr. |
| Walter C. Dornez              | Motomu Kiyokawa    | Ralph Lister                 |
| Enrico Maxwell                | Hideyuki Tanaka    | J. B. Blanc                  |

## Afleveringen
1. "The Undead"
2. "Club M"
3. "Sword Dancer"
4. "Innocent as a Human"
5. "Brotherhood"
6. "Dead Zone"
7. "Duel"
8. "Kill House"
9. "Red Rose Vertigo"
10. "Master of Monster"
11. "Transcend Force"
12. "Total Destruction"
13. "Hellfire"